# 砂防会館
砂防会館（さぼうかいかん）は、一般社団法人全国治水砂防協会が本部を置き、管理運営する会館である。全国治水砂防協会の関連施設の他、テナントビルとしても用いられている。2015年2月、本館が老朽化により改築されることになり、下記各施設を別館に移転し2016年3月に閉鎖され、2018年4月に完成した。

## 概要

### 現在の建物
本館
- 完成：2018年4月
- 建物：地上7階、地下1階建て

別館A
- 完成：1984年3月
- 建物：地上7階、地下1階建て
- 主な施設
  - 全国治水砂防協会（事務局、役員室、会議室）
  - 砂防図書館
  - 赤木正雄資料室

別館B
- 完成：1993年3月
- 建物：地上6階、地下1階建て
- 主な施設
  - 多目的会議室「シェーンバッハ・サボー」（最大1200人収容）

### 現存しない建物
旧本館
- 完成：1957年8月28日
- 建物：地上5階、地下2階建て
- 主な施設
  - 全国治水砂防協会（事務局、会議室、会員談話室）
  - 砂防図書館
  - 赤木正雄資料室

## 砂防会館と政治
1957年に砂防会館が完成すると同時に自民党本部が2階と3階にテナントとして入居した。
1966年、永田町に自由民主会館が完成。同年4月、自民党本部が砂防会館から自由民主会館に移転すると、空いた2階、3階に中曽根康弘と田中角栄はそれぞれの派閥の事務所を構えた。田中の後援会「越山会」のほか、4階には中曽根の個人事務所もあった。
「砂防会館」「平河町」（砂防会館の所在地）の名は当時の田中やその派閥の代名詞であった。なお、ロッキード事件では、主な現金授受の場所と認定されている。1976年には、田中角栄を題材とした清水一行の小説『砂防会館3F』が発表されている。1976年の逮捕後、田中は個人事務所を隣のイトーピア平河町ビルに移すが、派閥事務所はそのまま残した。1983年12月の衆院選を経た後、田中派は最大の121人にふくれあがり、1984年4月には手狭になった派閥事務所を別館に移した。
かつては前述のように中曽根康弘の個人事務所（2009年限りで退去）、保守新党と国民新党の本部、亀井静香の事務所、減税日本東京事務所（2012年末に退去）も砂防会館内にあった。解体前まで本館2階には志帥会の事務所が、4階には古賀誠の事務所があった。
2016年3月17日、砂防会館解体前に志帥会（二階派）の派閥総会が開催された。二階派の顧問で衆議院議長を務めた伊吹文明は挨拶の中で「いくつかの政治のドラマがここで繰り広げられてきた」と述べた。
現在では別館に、志帥会事務局や古賀誠・青木幹雄・森喜朗の個人事務所が入居している。

## ギャラリー

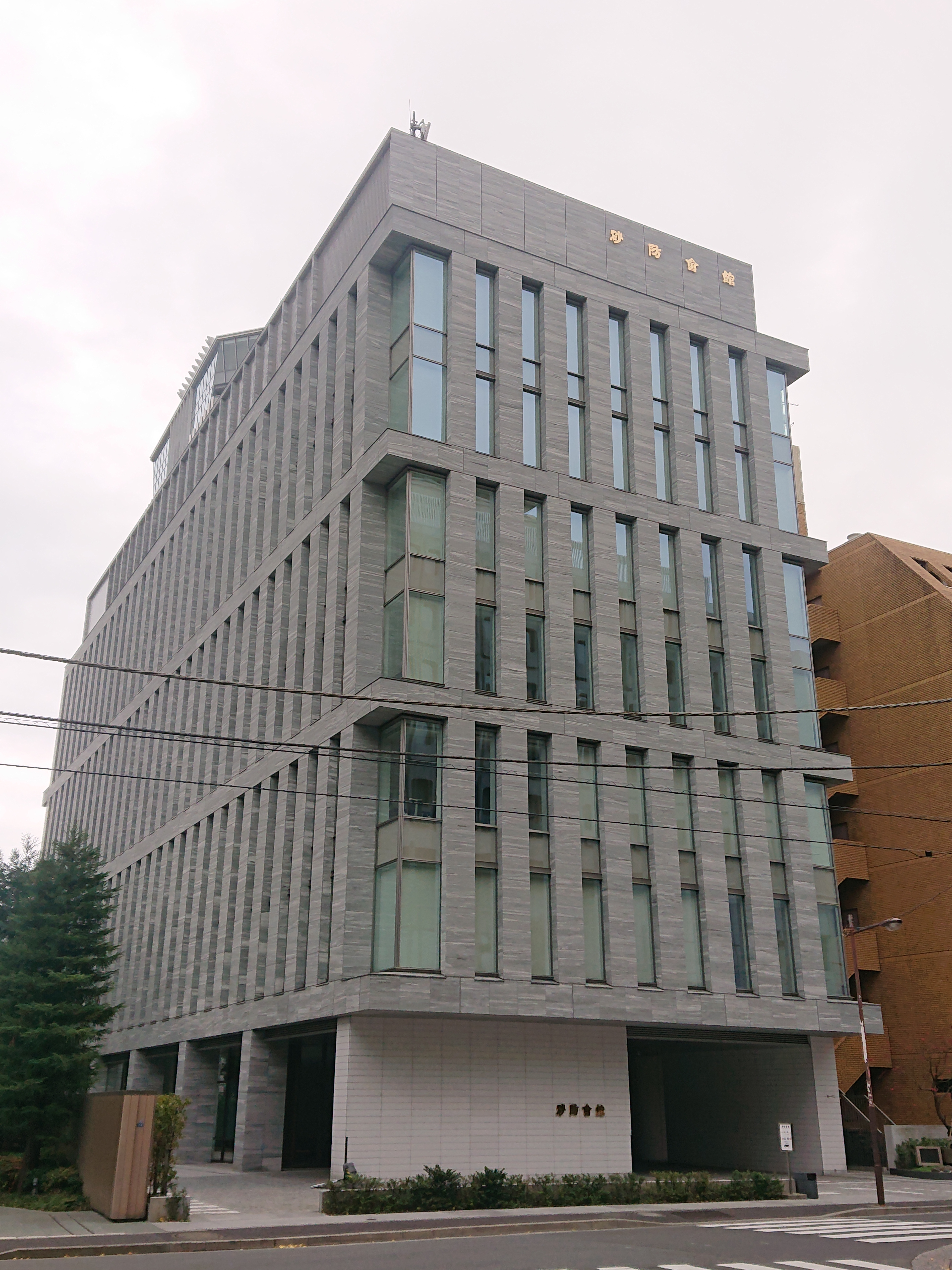
本館
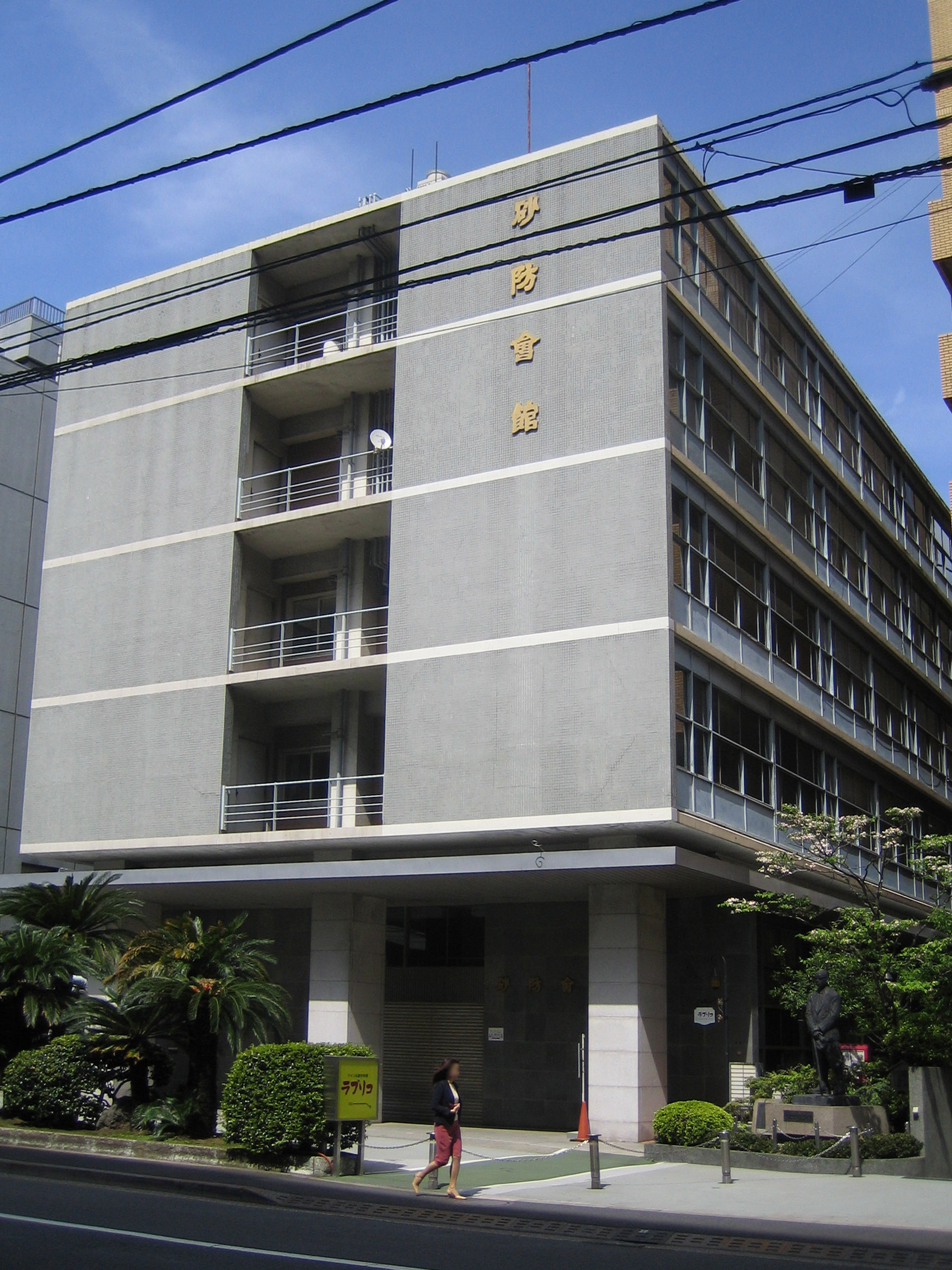
旧本館（現存せず）
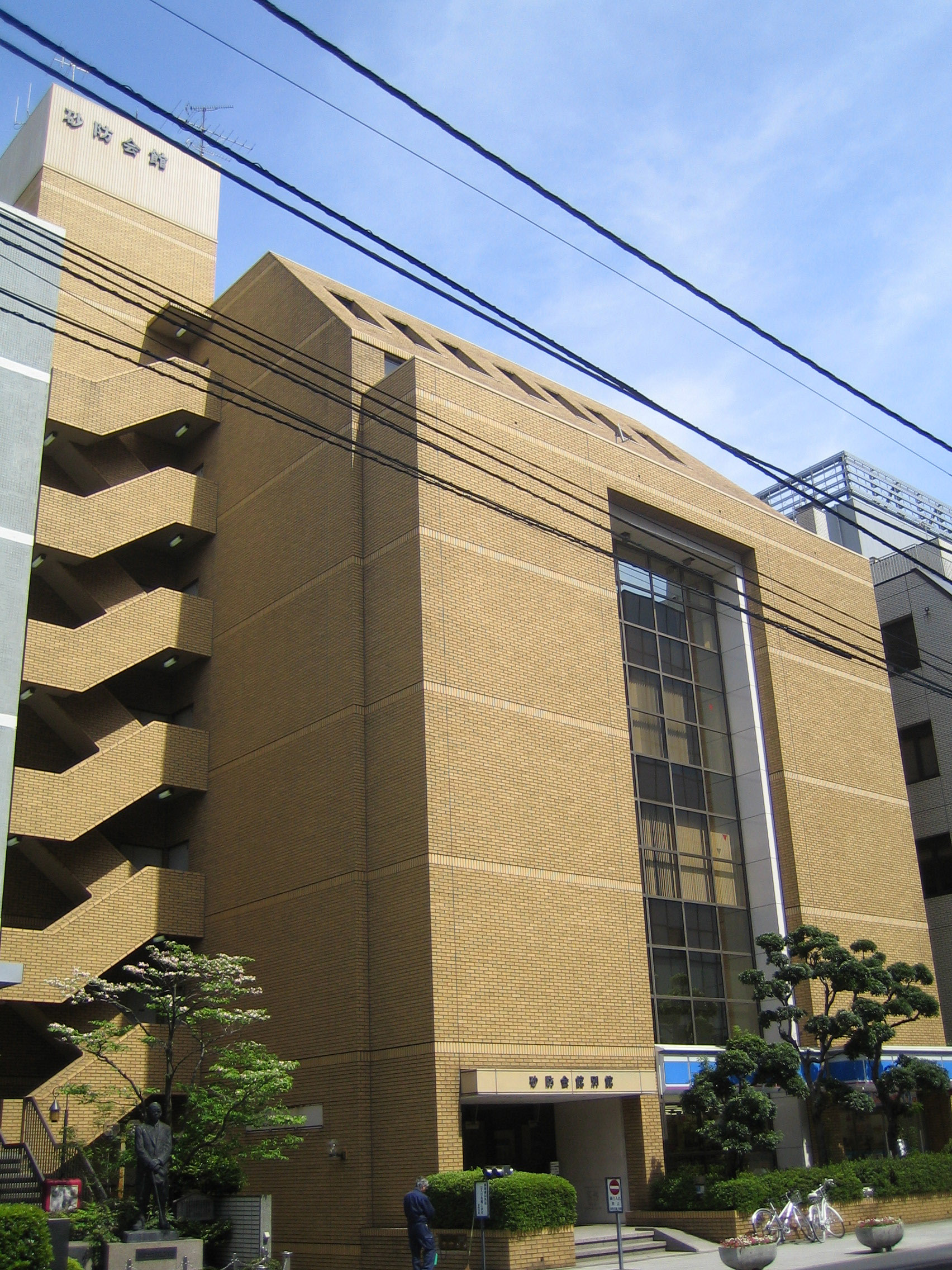
別館A